# كريستيان غوركوف
كريستيان غوركوف (بالفرنسية: Christian Gourcuff)‏ هو لاعب سابق في منصب متوسط ميدان هجومي ومدرب فرنسي، ولد يوم 5 أفريل 1955 بفرنسا يدرب حالياً نادي الغرافة القطري .
وهو أستاذ سابق للرياضيات ومنضر في الرياضة.
بدأ تدريب فريق لوريون الفرنسي الذي يلعب في الرابطة الأولى الفرنسية لكرة القدم سنة 2003
تم تعيينه رسميا على رأس المنتخب الوطني الجزائري لكرة القدم يوم 19 جويلية 2014 خلفا لوحيد خليلوزيتش، إضافة لمهمة قيادته للمنتخب الوطني للمحليين.إضافة لتكليفه بالإسهام في وضع برنامج التكوين والتطوير على مستوى المديرية الفنية الوطنية.

## روابط خارجية
- كريستيان غوركوف على موقع قاعدة بيانات كرة القدم.إي يو (الإنجليزية)
- كريستيان غوركوف على موقع Soccerbase.com (مدرب) (الإنجليزية)
- كريستيان غوركوف على موقع عالم كرة القدم.نت (الإنجليزية)